# William Belleau
 (février 2024).
Si vous disposez d'ouvrages ou d'articles de référence ou si vous connaissez des sites web de qualité traitant du thème abordé ici, merci de compléter l'article en donnant les références utiles à sa vérifiabilité et en les liant à la section « Notes et références ».
William Belleau est un acteur canadien né le 15 avril 1982 à Alkali Lake en Colombie-Britannique.

## Filmographie

### Cinéma
- 2003 : DreamKeeper : Pawnee jeune
- 2010 : Twilight, chapitre III : Hésitation : un guerrier Quileute
- 2012 : The Dancing Cop : Travers
- 2013 : The Blanketing : Indiney
- 2014 : Wool : Takoda
- 2015 : Viens avec moi : Middle Logger
- 2015 : Diablo : Muskwa
- 2019 : Blood Quantum : Shooker
- 2021 : Thunderbird : Eddie
- 2021 : Impardonnable
- 2022 : Fresh : un homme
- 2023 : Killers of the Flower Moon : Henry Roan
- 2024 : Lifers : Robert Esket
- 2025 : Eddington d'Ari Aster : officier Butterfly Jimenez

### Télévision
- 2009 : American Experience : un homme Wampanoag (1 épisode)
- 2011 : Terreur dans l'Arctique : Tyee
- 2011 : Psych : Enquêteur malgré lui : Longfellow (1 épisode)
- 2012 : The Killing : Myron
- 2012 : Les Portes du temps : Un nouveau monde : Leo John (1 épisode)
- 2013 : Arctic Air : Jonas Degho (1 épisode)
- 2016 : Frontier : Dimanche (4 épisodes)
- 2017 : Imaginary Mary : un homme (1 épisode)
- 2017 : Scalped : One Star
- 2017-2018 : Van Helsing : McGrath (2 épisodes)
- 2018 : Le Maître du Haut Château : Clyde (1 épisode)
- 2018 : Loudermilk : Dr Robert Tuwa (1 épisode)
- 2019 : Supergirl : un codétenu en colère (1 épisode)
- 2021 : Home Before Dark : Hank Gillis (3 épisodes)
- 2022 : Sur ordre de Dieu : le chef des Paiute (1 épisode)
- 2022 : The English : Kills on Water (3 épisodes)